# استفان کاپیوکس
استفان کاپیوکس (انگلیسی: Stéphane Capiaux؛ زادهٔ ۵ ژوئن ۱۹۶۹) بازیکن فوتبال اهل فرانسه است که در پست هافبک بازی می‌کرد.
از باشگاه‌هایی که در آن بازی کرده‌است می‌توان به باشگاه فوتبال نانسی اشاره کرد.